# Otto Bestereimer

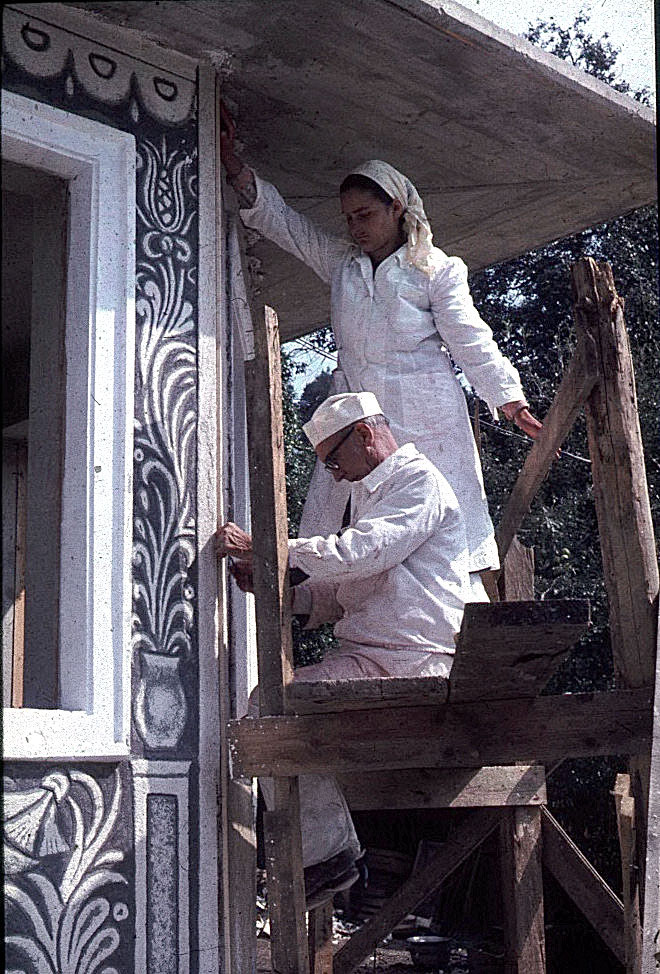
Bestereimer bei einer Sgraffito-Arbeit mit Tochter Ute

Otto Bestereimer (* 9. Februar 1900 in Krems an der Donau; † 29. Dezember 1967 in Klagenfurt) war ein österreichischer Maler und Künstler.

## Leben
Der vielseitige Künstler kam in der niederösterreichischen Stadt Krems zur Welt. Er war Schüler von Ferdinand Andri (1871–1956) an der Akademie der bildenden Künste in Wien. Am 21. Juni 1931 vermählte er sich mit Luise Feiler, eine Wiener Wagner-Sängerin. Im selben Jahr [1931] wählte er Kärnten zu seiner neuen Heimat und ließ sich in Klagenfurt nieder. Bestereimer war auch Mitglied des Männerbundes Schlaraffia.
Seiner alten Heimat blieb er verbunden, so war er auch Mitglied des Wachauer Künstlerbundes.
In mühevoller Arbeit erbaute er sich eigenhändig sein Wohnhaus am Konradweg 11 im Klagenfurter Bezirk Sankt Martin. Zeitlebens war er damit beschäftigt. Ab 1934 wurde er Mitglied des Kärntner Kunstvereins. Bestereimer malte in der Hauptsache Landschaften in Aquarell und Öl, er befasste sich aber auch mit Glasmalerei. Von ihm stammen weiters Metalltreibarbeiten in Klagenfurter öffentlichen Gebäuden (Wirtschaftskammer, Konzerthaus, Christkönigskirche, Dr. Karl Renner-Schule, Grabtafel für Primus Lessiak an der Sankt Martiner Kirche). Hinzu kamen Werke in Sgraffito- und Freskotechnik.
Der akademische Maler starb am 29. Dezember 1967 an den Folgen von Lungenkrebs in seinem Haus in Klagenfurt-Sankt Martin und wurde in Villach auf dem Waldfriedhof verabschiedet.

## Nationalsozialismus
Bestereimer beantragte am 15. Mai 1938 die Aufnahme in die NSDAP und wurde rückwirkend zum 1. Mai desselben Jahres aufgenommen (Mitgliedsnummer 6.200.805). Im Zuge der Umgestaltung des Klagenfurter Landhauses durch die Nationalsozialisten erhielt dessen Nordturm durch Otto Bestereimer und Kurt Weiss 1938 ein Sonnenuhr-Fresko. Dieses zeigte den Tierkreis, die Runen für Leben und Tod sowie den Spruch „Es sollen die Schlechten die Guten nit knechten“ (eine Anspielung auf die Zeit der Illegalität vor dem „Anschluss“ im März 1938).
Auch Hermann Poschinger, der Bestereimer nach Klagenfurt gebracht hatte, war bei den Nationalsozialisten wohlgelitten: Hermann Göring soll ein riesiges Alpenpanorama Poschingers mit Burg Hollenburg im Zentrum bestellt und für seinen Landsitz Carinhall angekauft haben. Ähnliches gilt für den Bestereimers Tochter zufolge sehr guten Bekannten Switbert Lobisser, dessen Werke u. a. von Joseph Goebbels und Rudolf Heß gekauft wurden.
„Von Otto Bestereimer, der in der NS-Ära eine regelrechte Konjunktur als Künstler und NS-Kulturwalter erlebt hatte, stammt ein Sgraffito-Wandbild zum Fortschritts- und Wiederaufbaumythos in der St. Magdalener Straße aus dem Jahre 1955, das zeigt, wie aus den Ruinen kleine und schmucke Einfamilienhäuser erstanden waren. [...] Auch Bestereimer machte sich die Pathosformeln und Aufbaurhetorik des ‚Neuen Österreich‘ zu eigen, ohne dabei seine weltanschauliche Typologie zu verleugnen. Er hatte inzwischen zwar den Malerkittel gewechselt, nicht aber seine Kunstauffassung und Ideologie.“

## Werke (Auswahl)
- Bleiglasfenster der Kirche Sankt Ulrich, westlich Schloss Krastowitz, Klagenfurt: Heiliger Bartholomäus (Entwurf im Jahre 1963)
- Fresko an der Südwand des Klagenfurter Eigenheimes am Konradweg 11 in Sankt Martin: „Die drei Nornen und die Erde“ (1932/33)
- Sgraffito an einer Ostwand des Klagenfurter Eigenheimes am Konradweg 11 in Sankt Martin: „Otto Bestereimer mit Frau Luise und Tochter Ute“
- Grabtafel (Metall-Treibarbeit aus Kupferblech) am nördlichen Vestibülbogen der Pfarrkirche Sankt Martin in Klagenfurt

## Bildergalerie

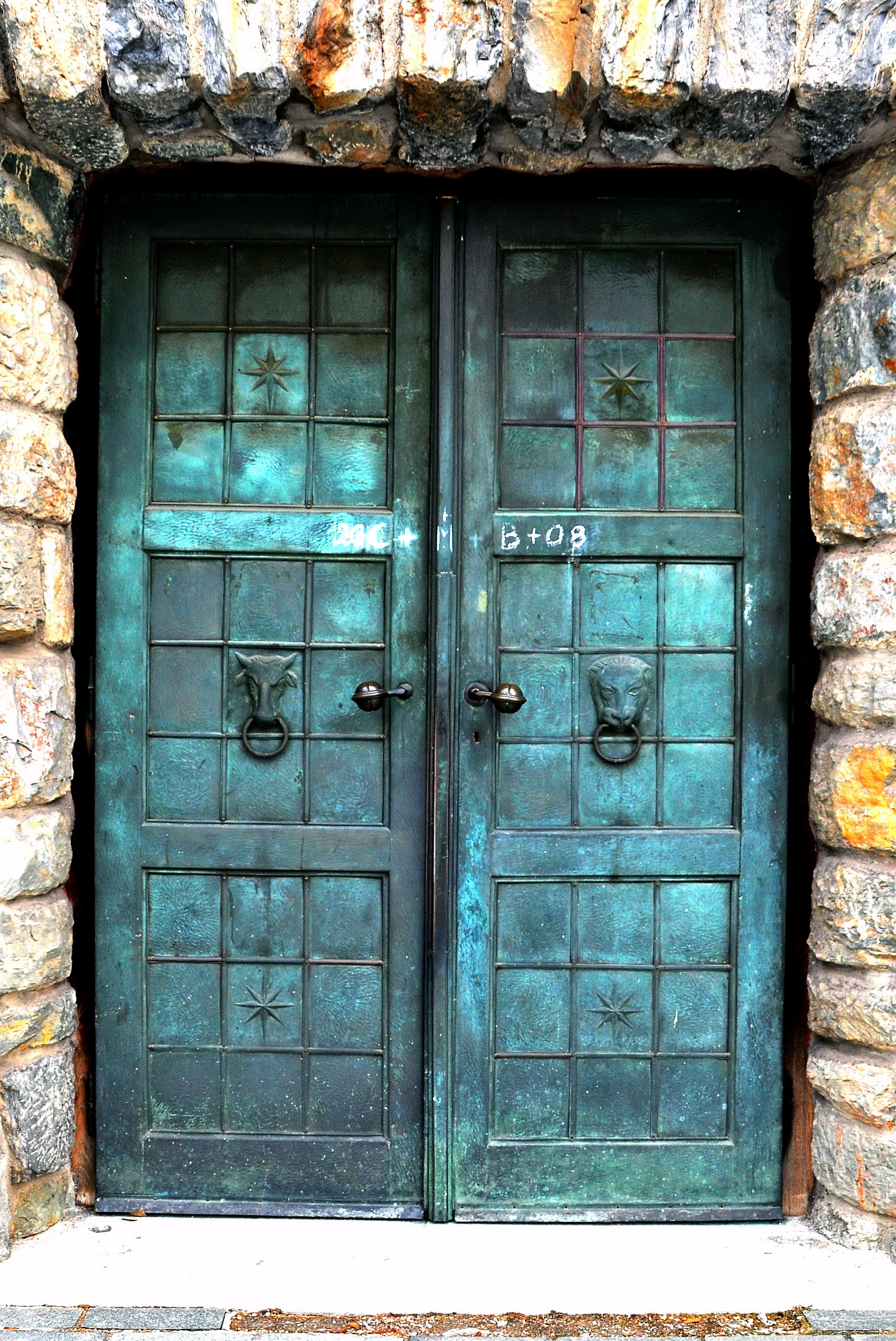
Portal der Christkönigskirche in der Villacher Vorstadt, Klagenfurt
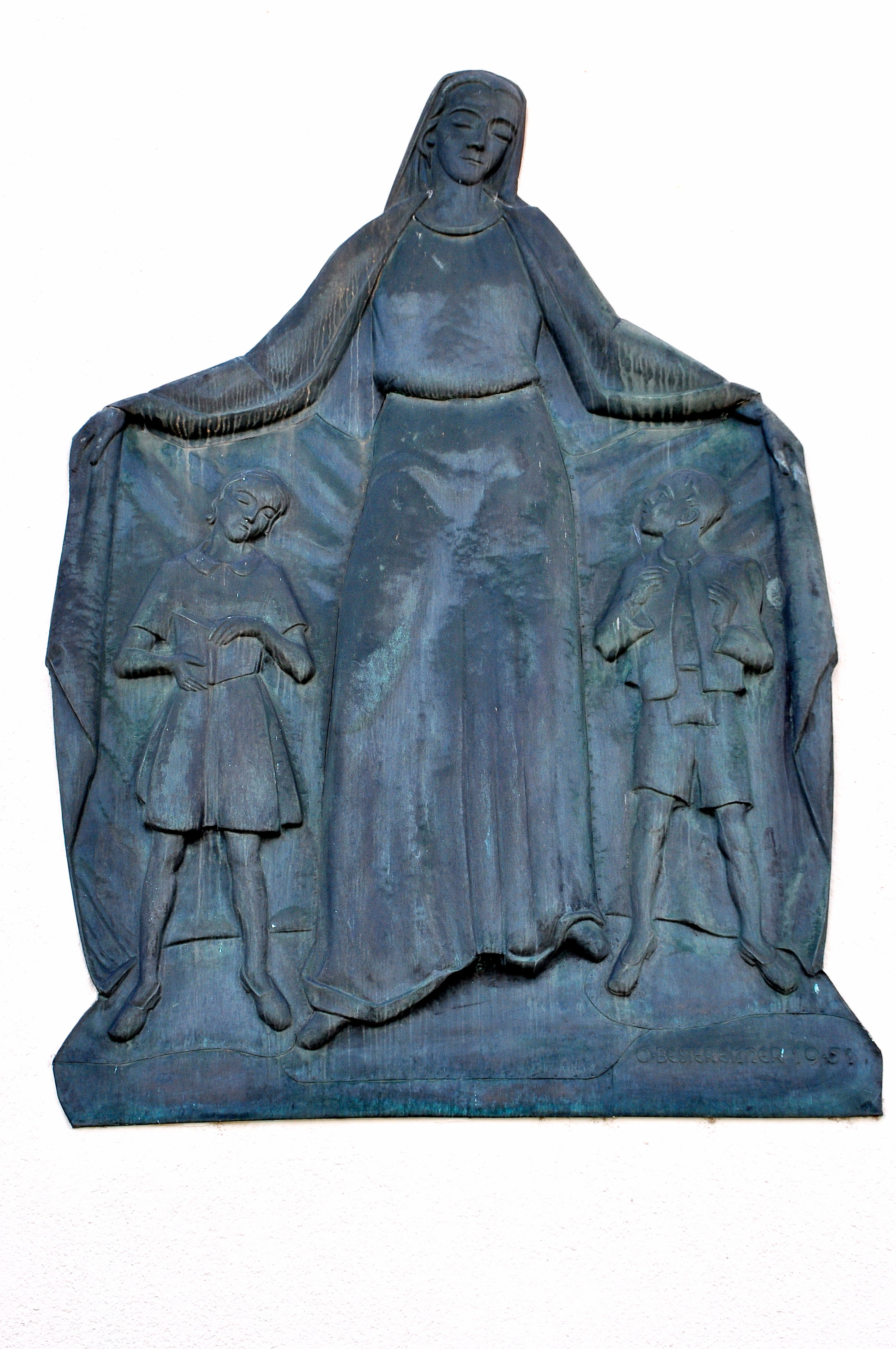
Metall-Treibarbeit an der Außenwand der Dr.-Karl-Renner-Schule in der Ebentaler Straße in Klagenfurt
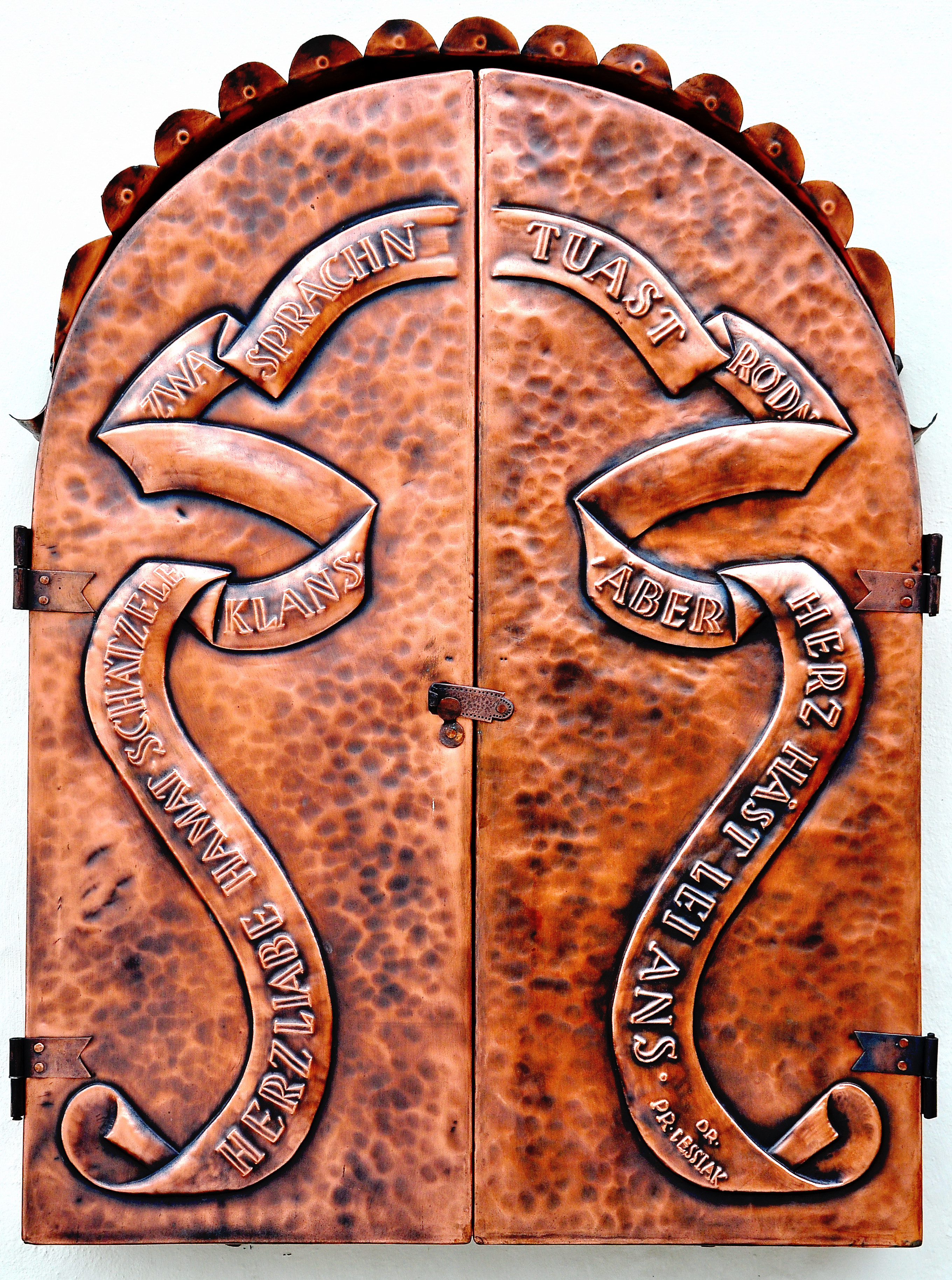
Grabtafel (Metall-Treibarbeit aus Kupferblech) für Seemüller und Lessiak (geschlossen) an der Pfarrkirche in Sankt Martin, Klagenfurt
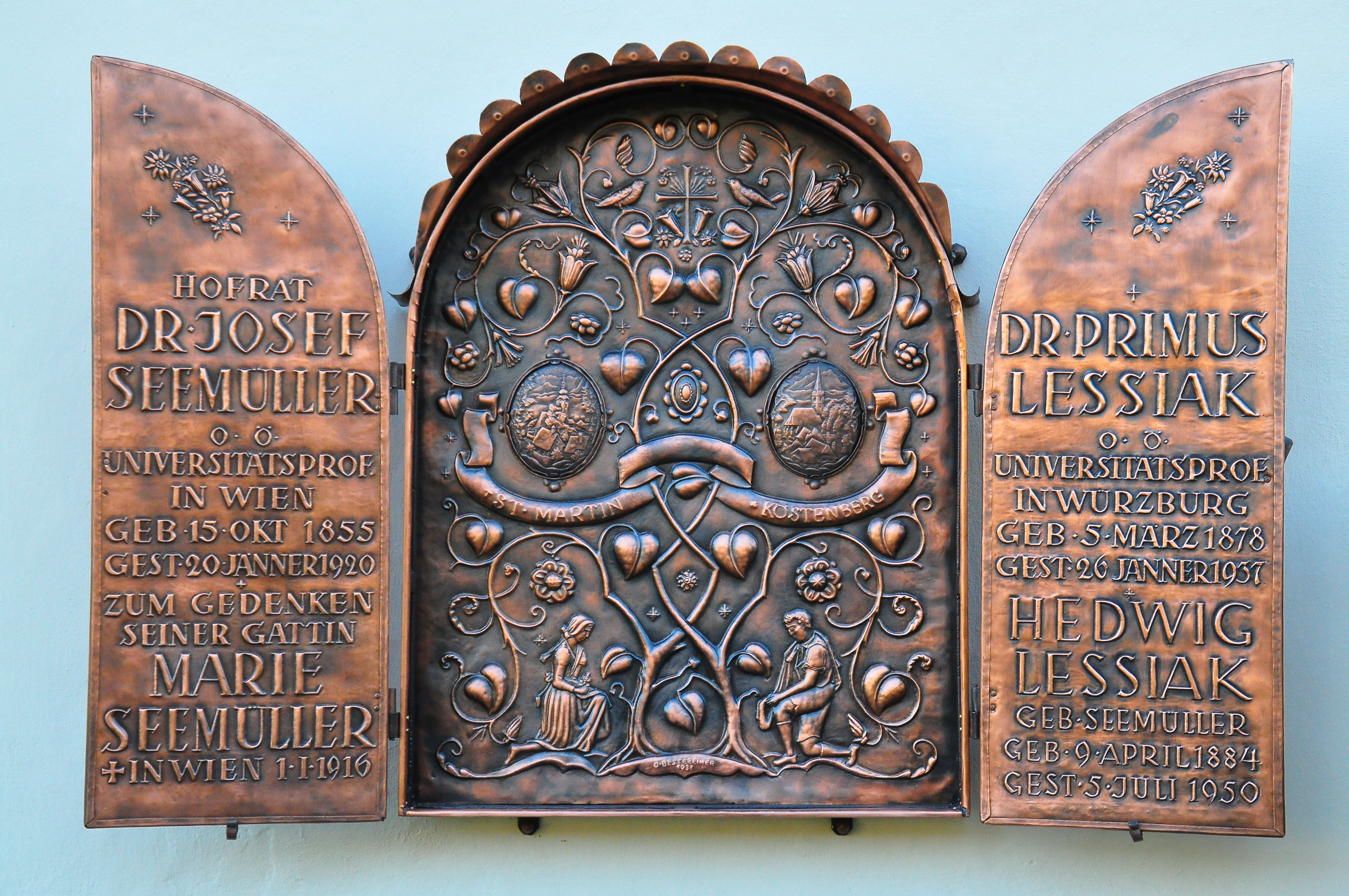
Grabtafel (Metall-Treibarbeit aus Kupferblech) für Seemüller und Lessiak (offen) an der Pfarrkirche in Sankt Martin, Klagenfurt
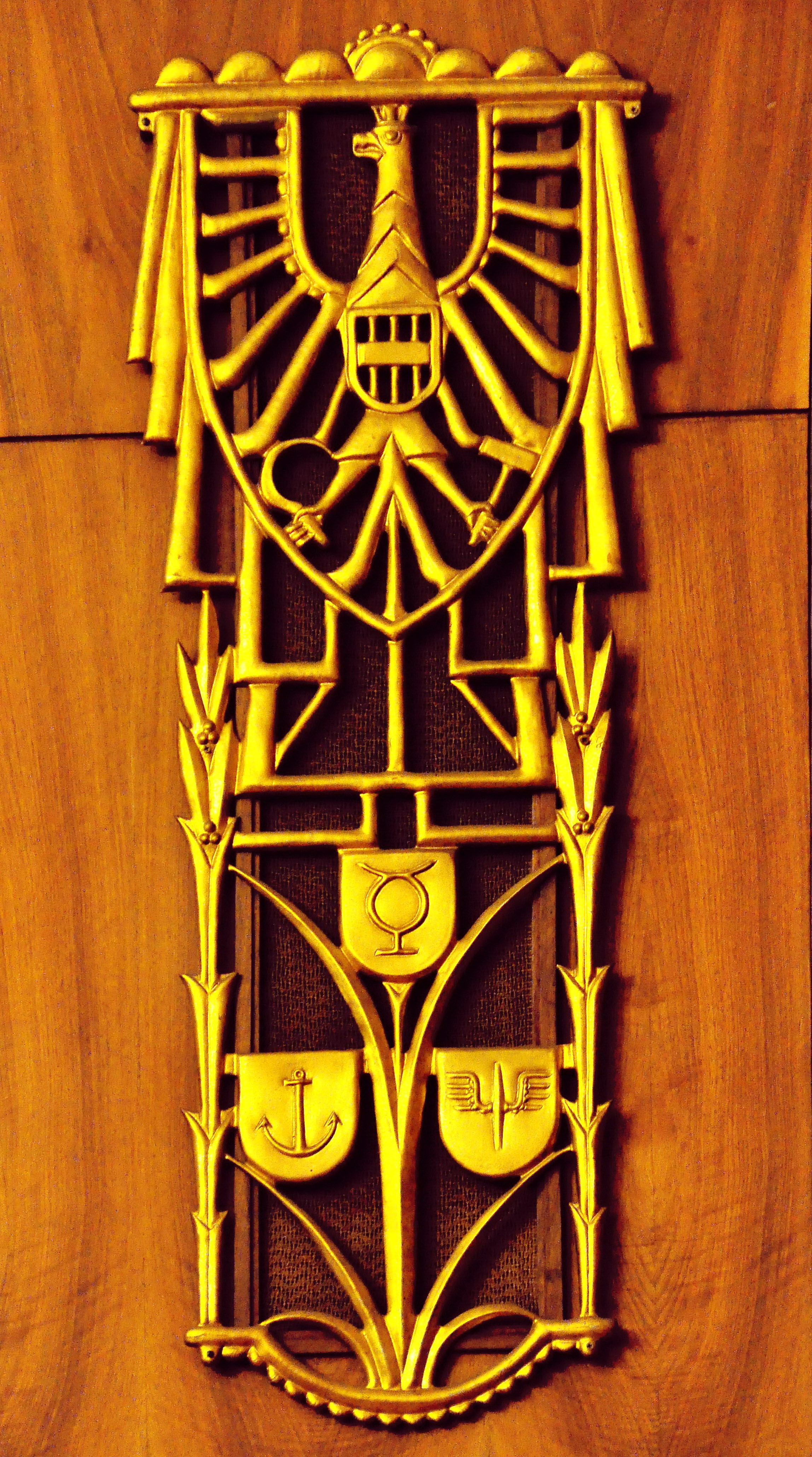
Österreichisches Wappen (Metall-Treibarbeit) im Festsaal der Klagenfurter Wirtschaftskammer
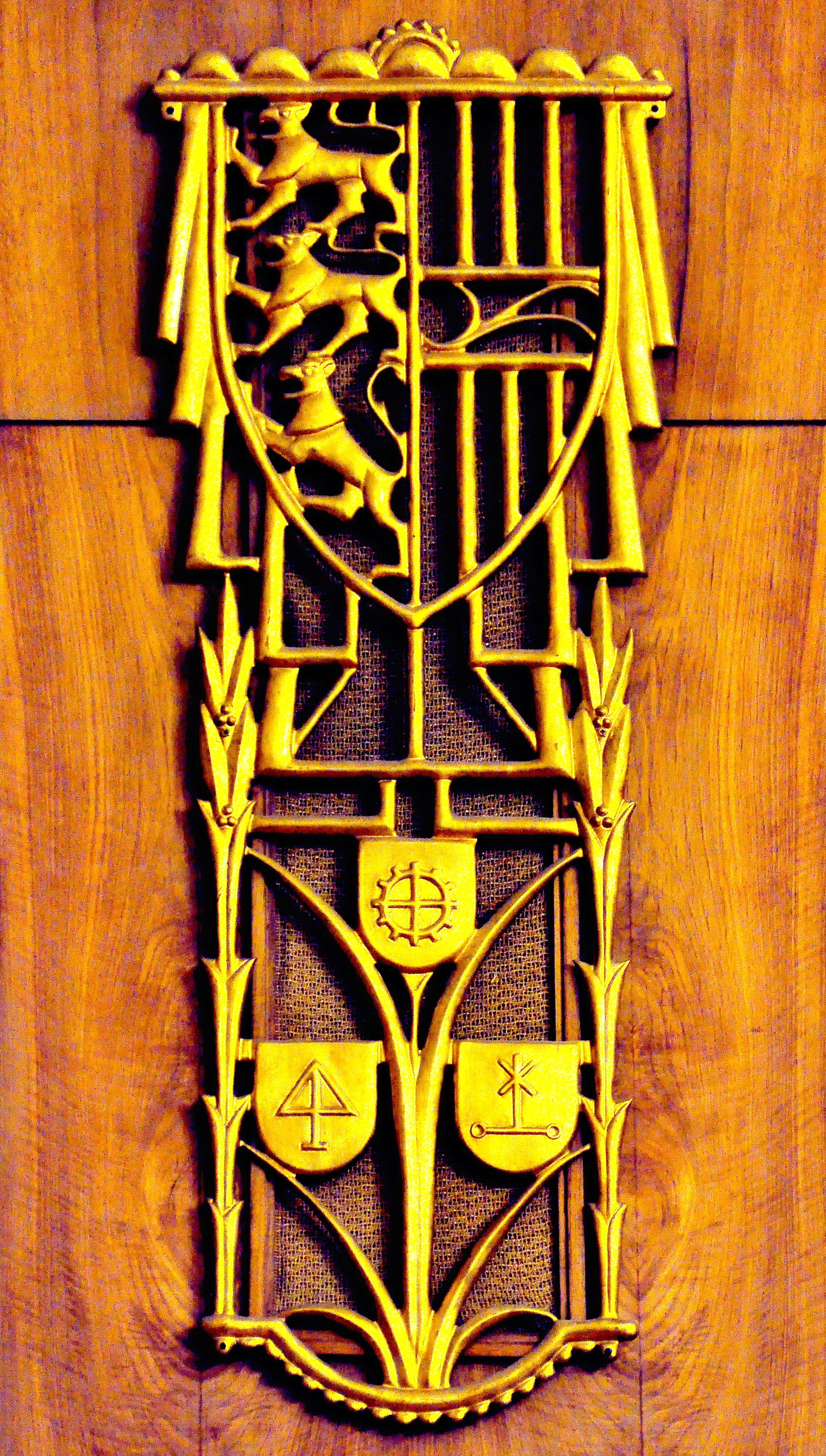
Kärntner Wappen (Metall-Treibarbeit) im Festsaal der Klagenfurter Wirtschaftskammer
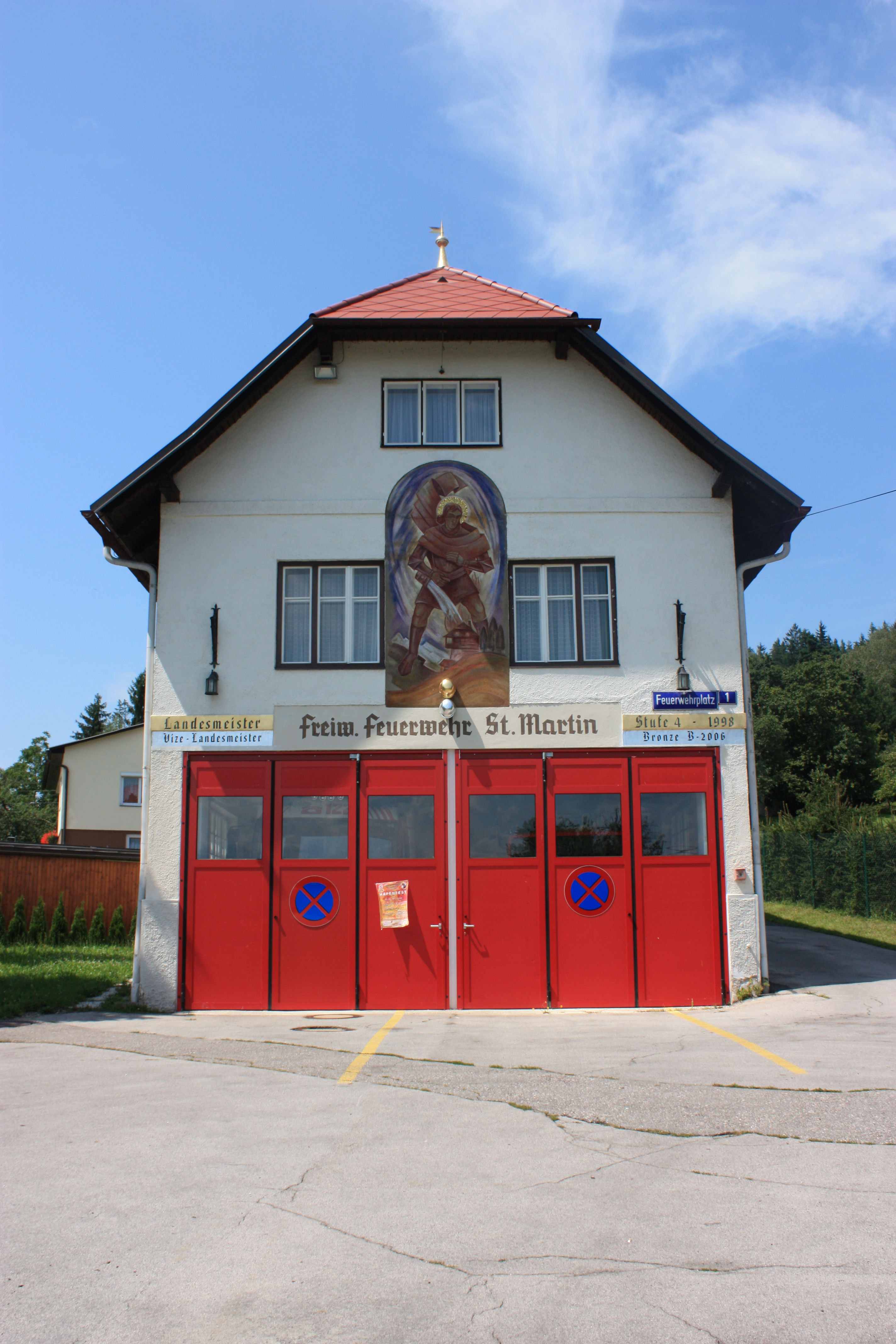
Feuerwehrhaus in Sankt Martin, Klagenfurt am Wörthersee
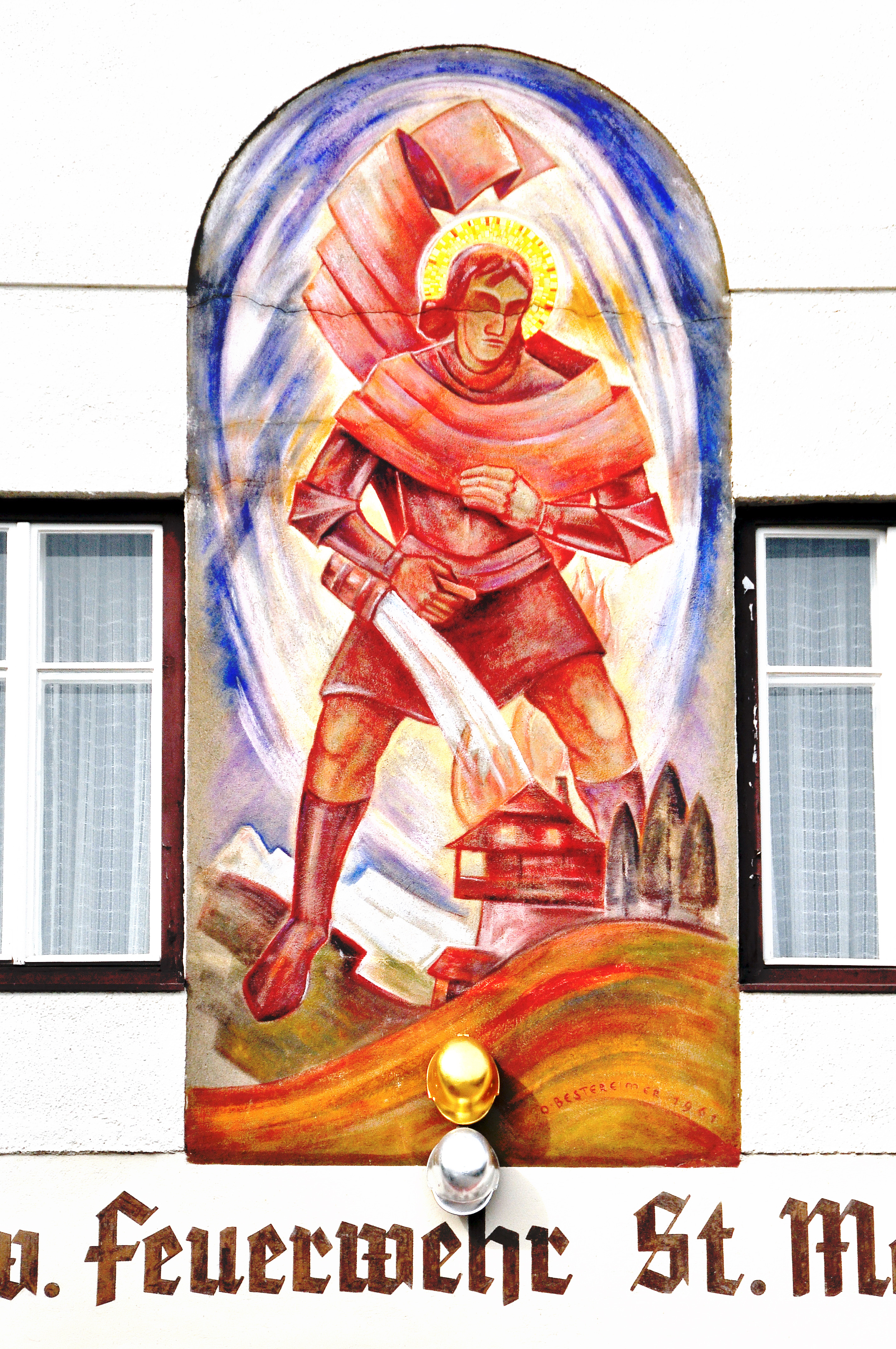
Fresko „Heiliger Florian“ am Feuerwehrhaus in Sankt Martin, Klagenfurt am Wörthersee
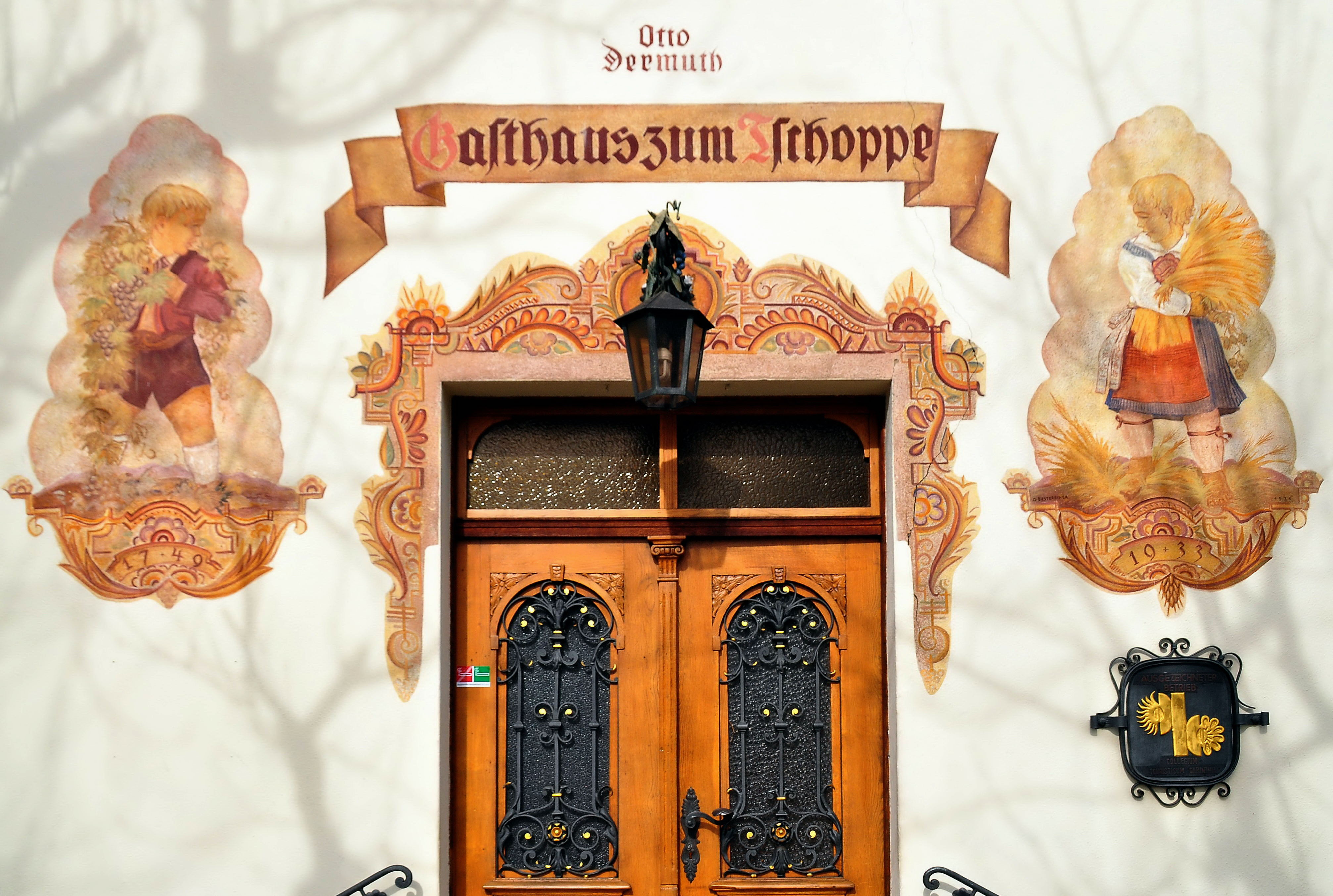
Eingangsgestaltung vom Gasthaus Otto Dermuth in Sankt Martin, Klagenfurt am Wörthersee
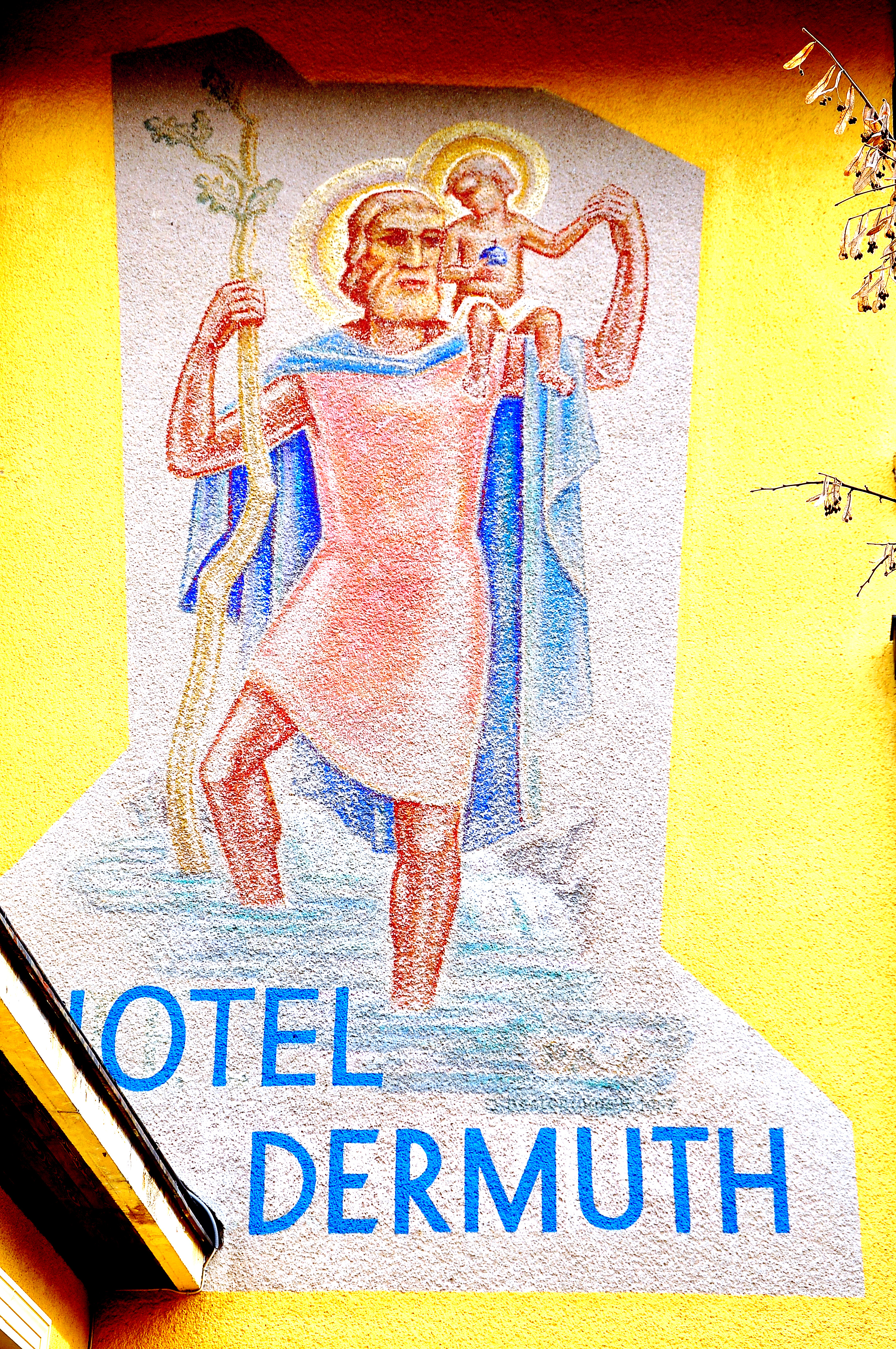
„Heiliger Christopherus“ an der Westwand des Hotels Dermuth in Sankt Martin, Klagenfurt am Wörthersee
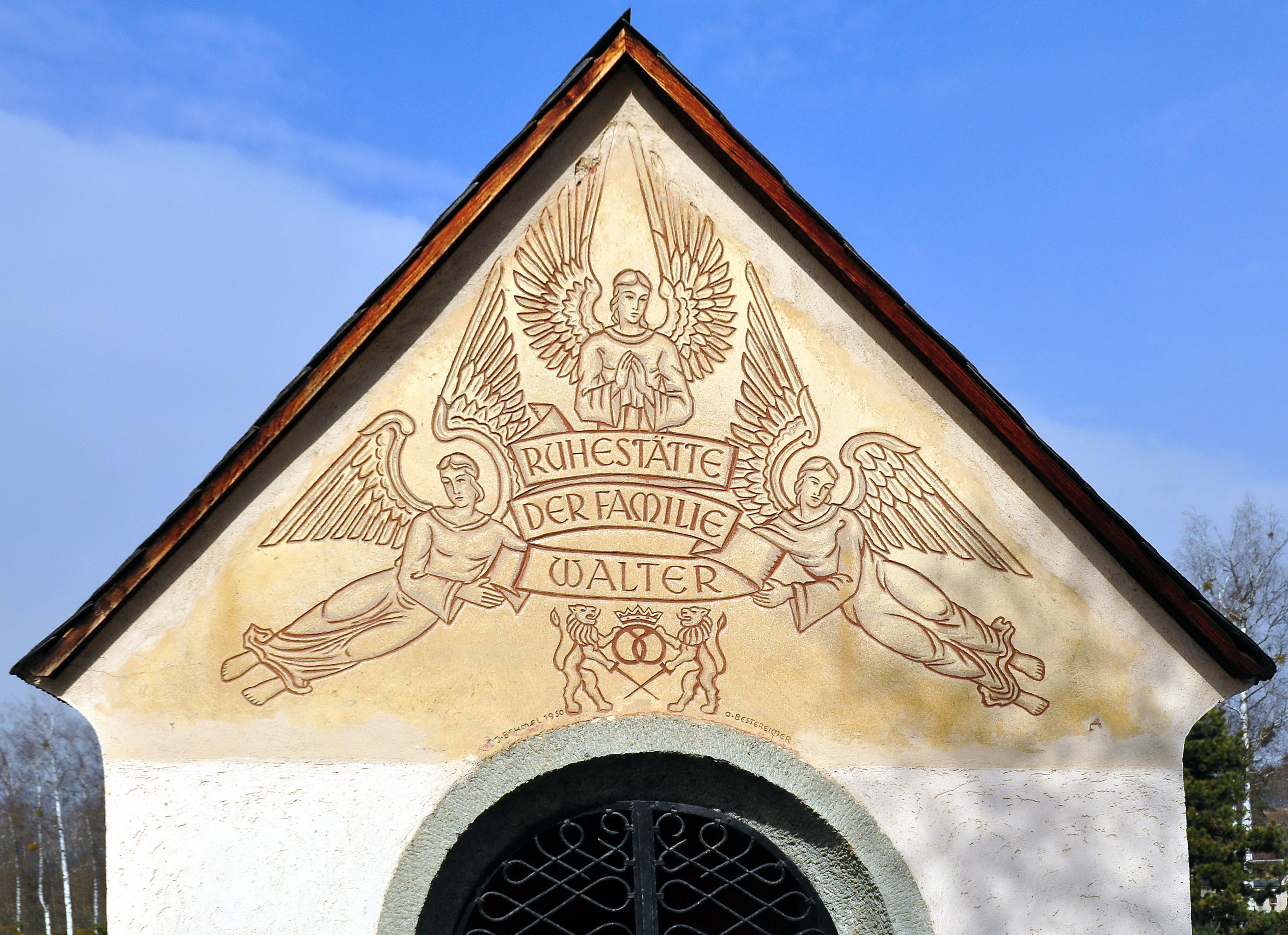
Sgraffito an der Giebelwand der Ruhestätte der Familie Walter am Zentralfriedhof Annabichl, Klagenfurt am Wörthersee
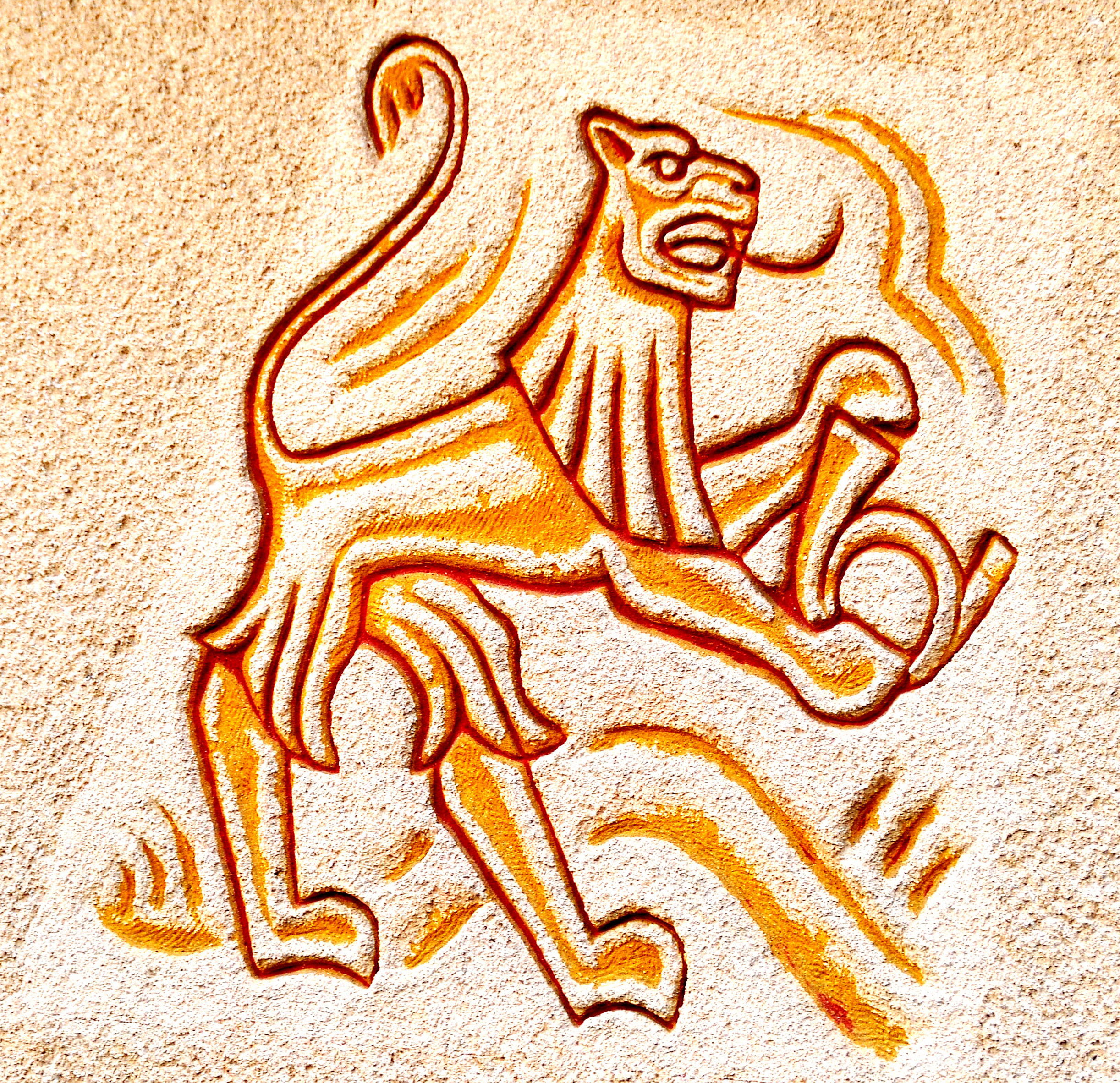
Löwe mit Posthorn an der Westwand des Hotels Dermuth in Sankt Martin, Klagenfurt am Wörthersee
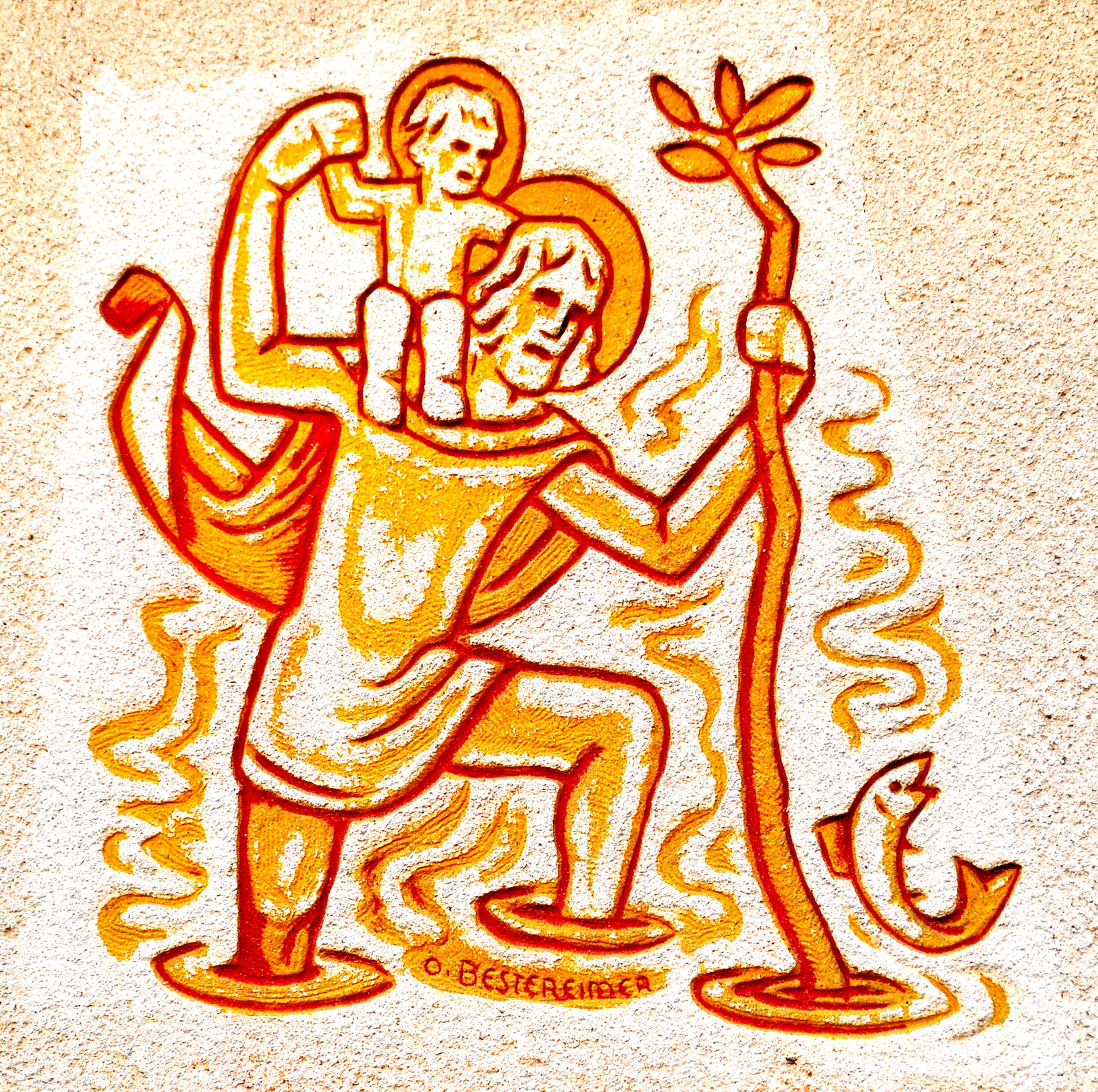
„Heiliger Christopherus“ an der Ostwand der Garage in der Kohldorfer Straße 39 in Sankt Martin, Klagenfurt am Wörthersee
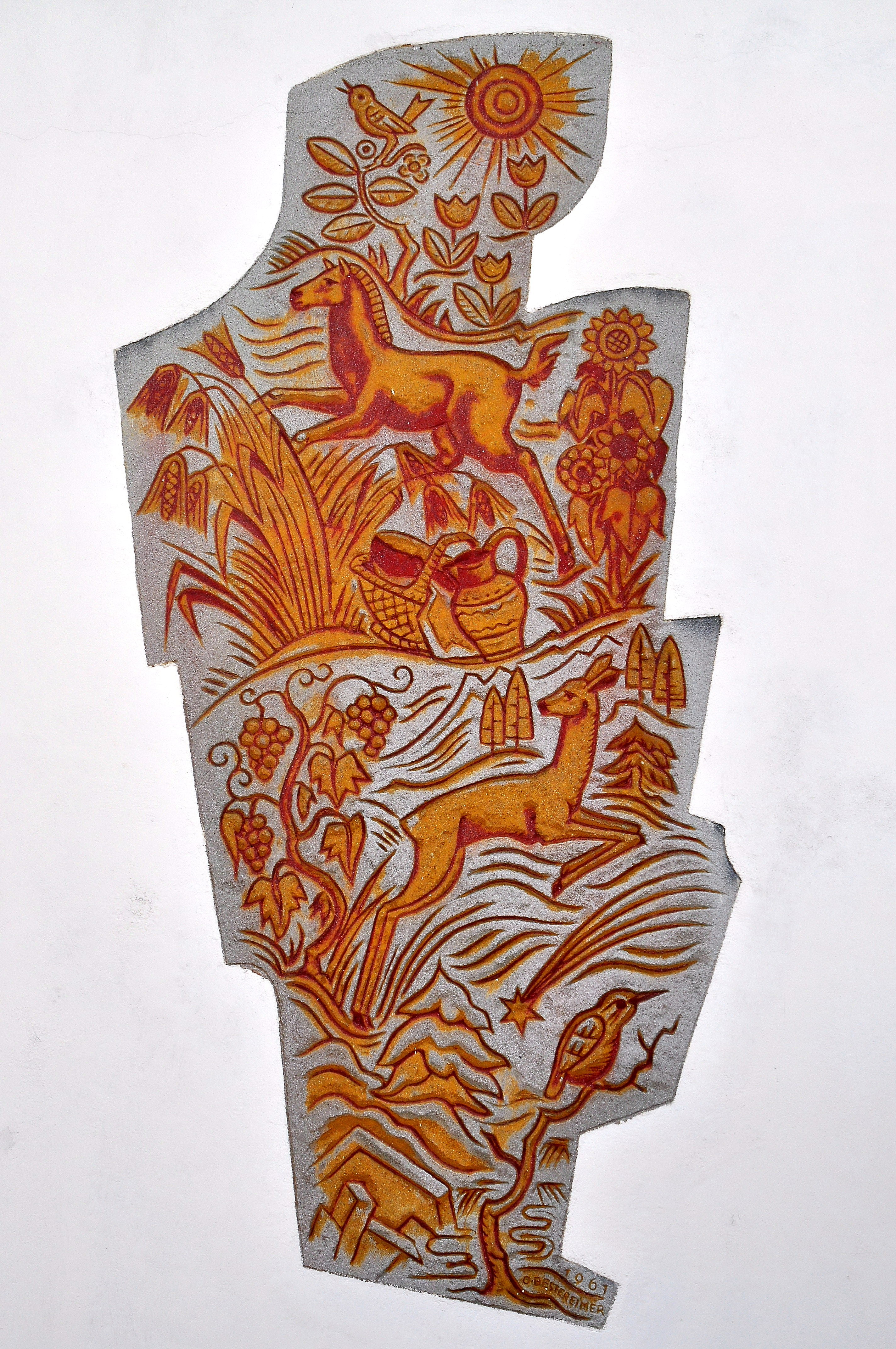
Sgraffito an der Ostwand des Wohnhauses Sterneckstraße 80-Ecke Brahmsgasse in Klagenfurt am Wörthersee
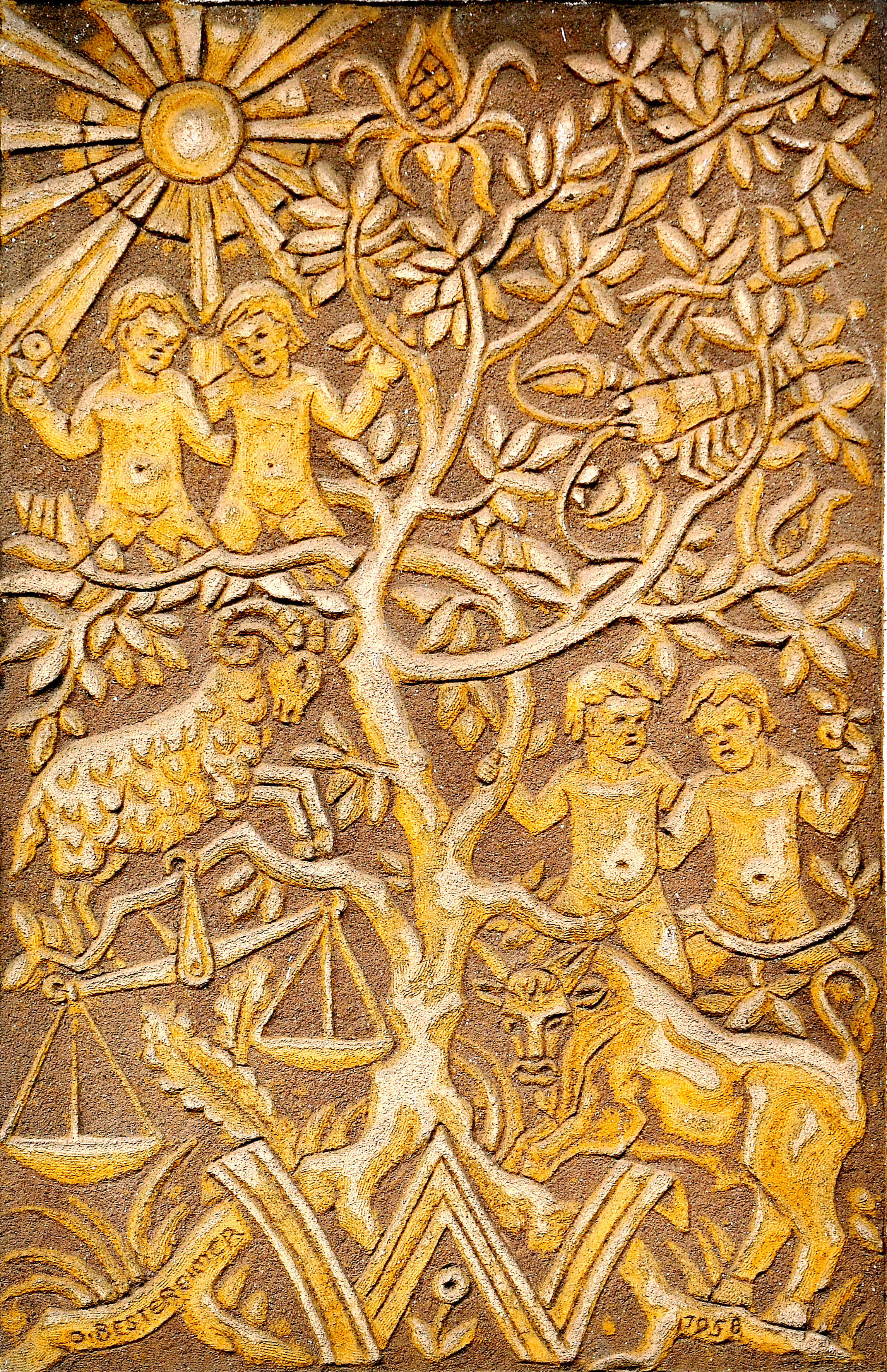
Sgraffito an der SO-Ecke des Gebäudes in der Linsengasse 70, Klagenfurt am Wörthersee
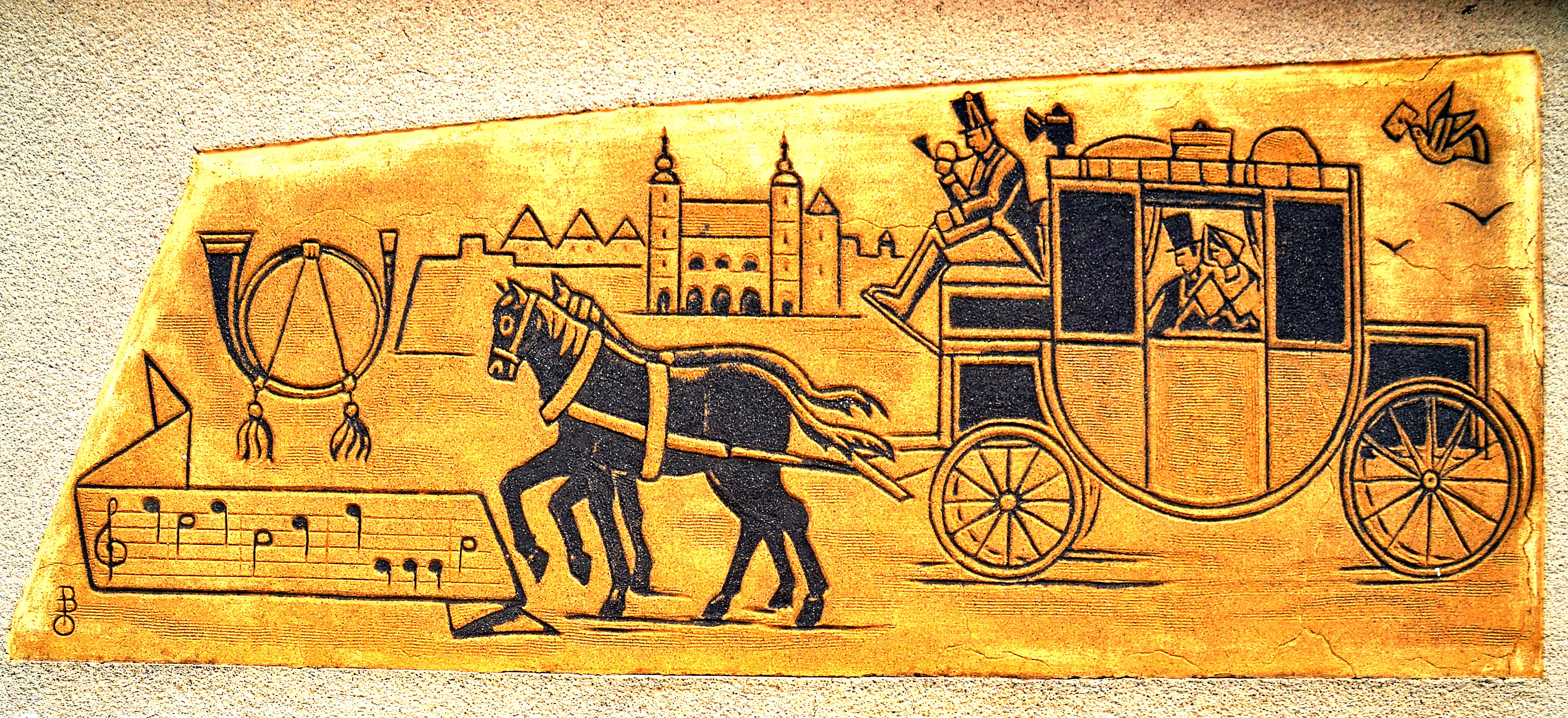
Postkutsche an der Westwand der Garage in der Kohldorfer Straße 39 in Sankt Martin, Klagenfurt am Wörthersee
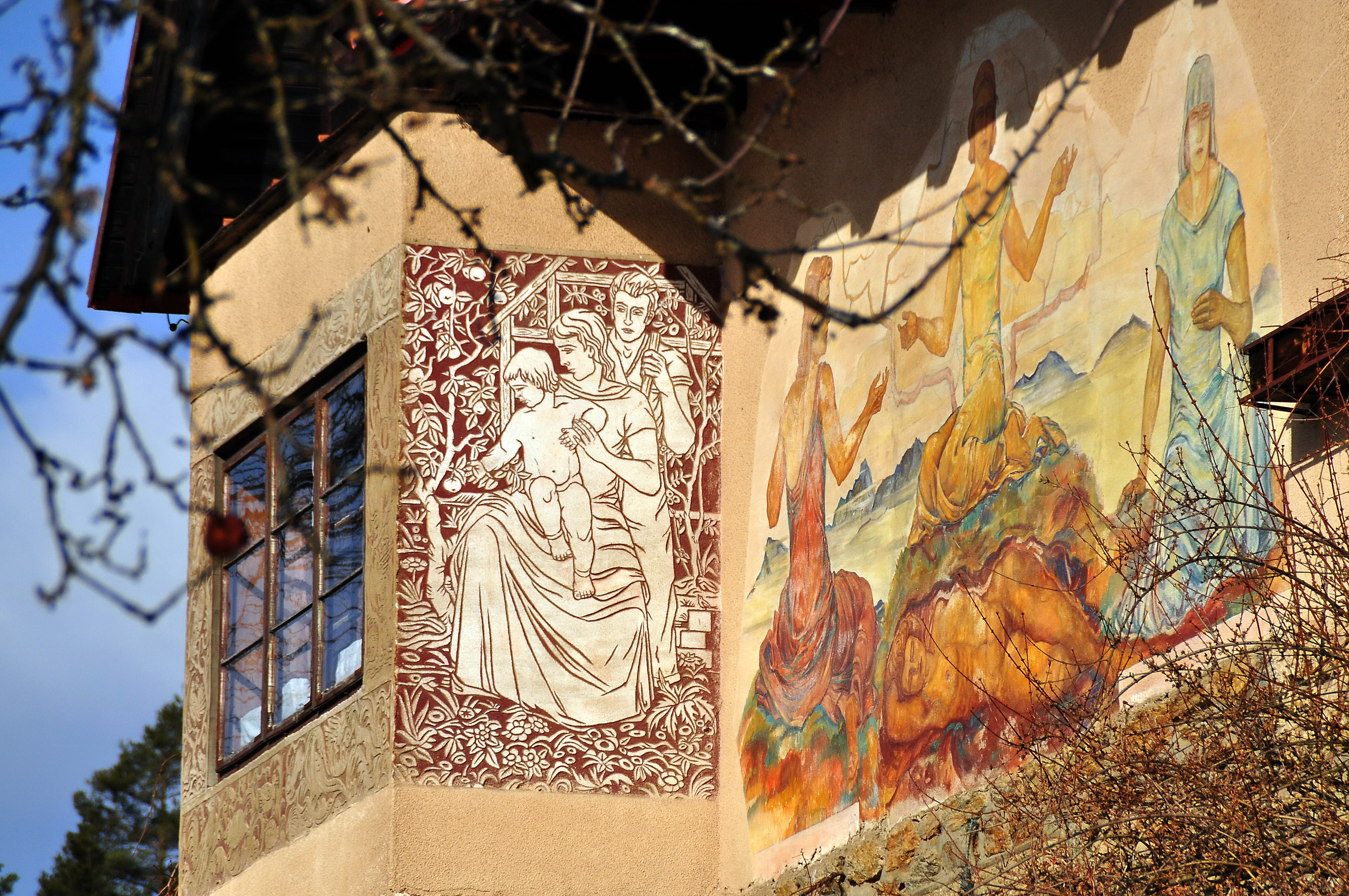
Ost- und Südwandgestaltung des Eigenheimes durch Bestereimer selbst
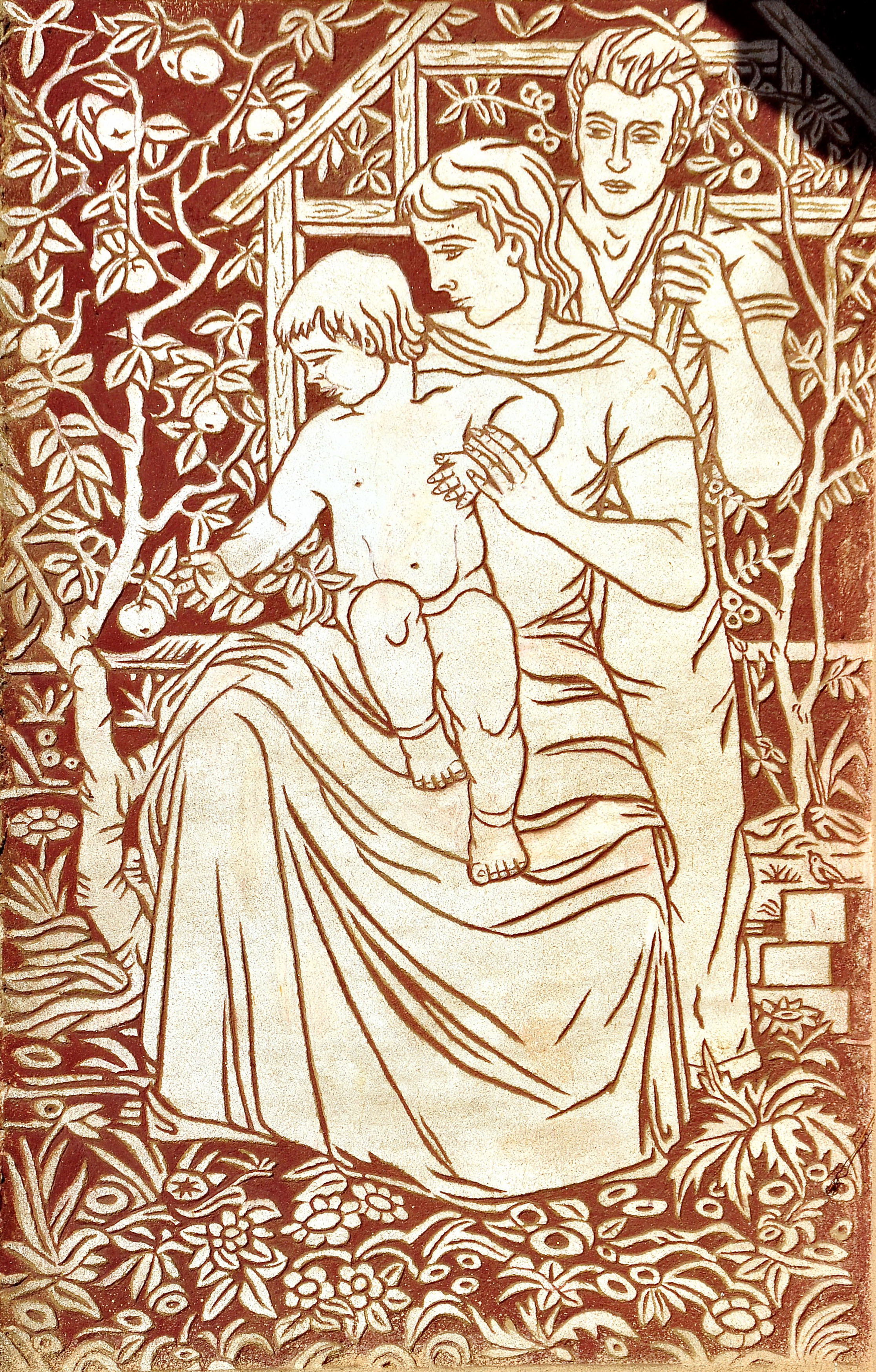
Sgraffito an der Ostwand von Bestereimers Eigenheim
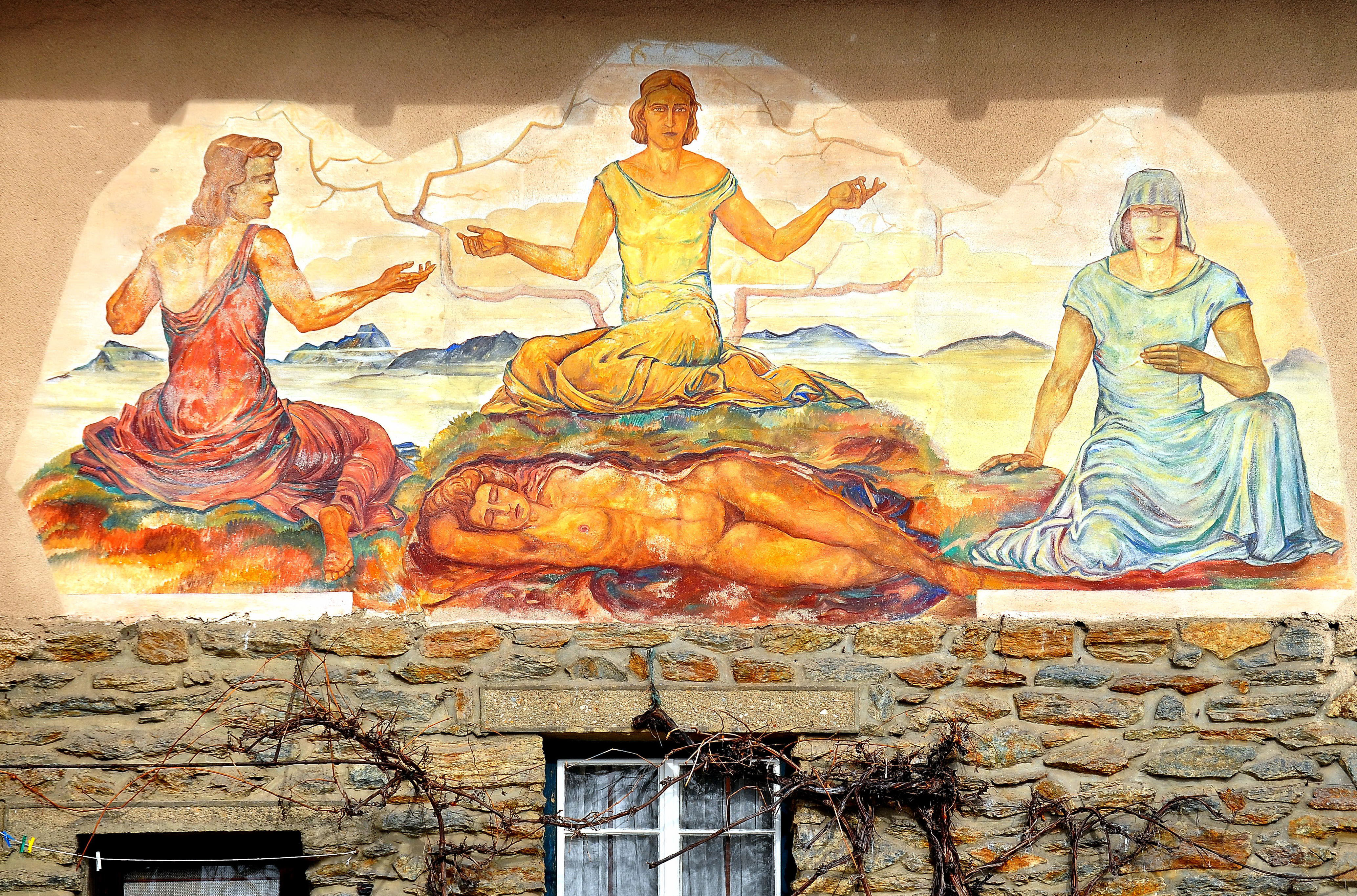
„Drei Nornen und Erde“, Fresko von Bestereimer an dessen Eigenheim-Südwand am Konradweg 11, Klagenfurt am Wörthersee
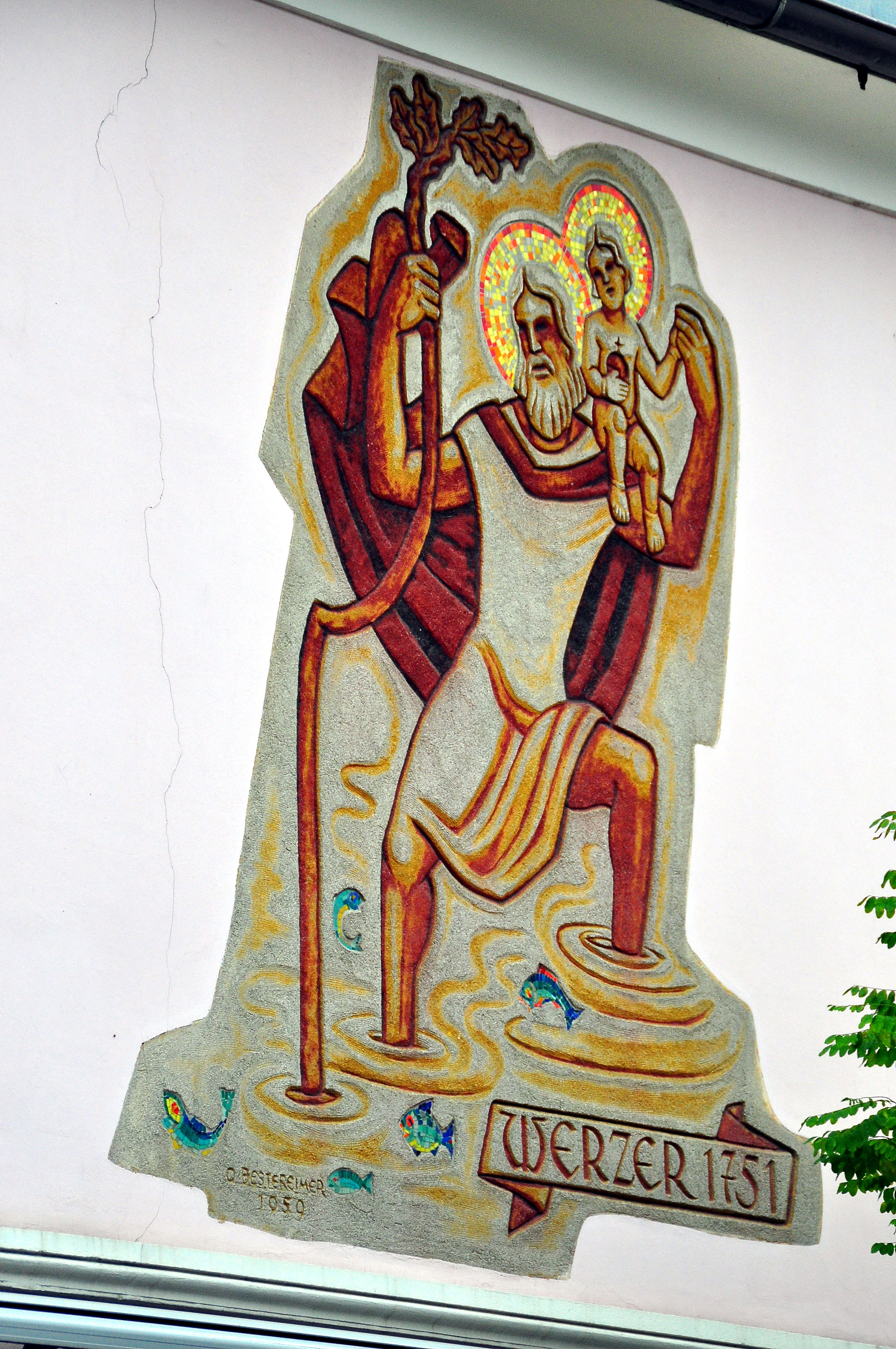
Christopherus-Sgraffito an der Nordwand des Geschäftshauses Hauptstraße 201 in Pörtschach am Wörthersee